# Moulin à huile de La Wantzenau
Le moulin à huile est un monument historique situé à La Wantzenau, dans le département français du Bas-Rhin.

## Localisation
Ce bâtiment est situé au 1, rue de l'Angle à La Wantzenau.

## Historique
Le moulin à huile est situé dans une grange construite en 1764. La production d'huiles de noix, noisettes, colza, orge perlée s'y est effectuée jusqu'en 1939.
L'édifice fait l'objet d'une inscription au titre des monuments historiques depuis 2001.

## Architecture
De cet ancien moulin à huile intercommunal, il subsiste un pressoir à noix à meules, à traction animale et un monumental pressoir à huile entièrement en bois, à traction manuelle, probablement antérieur au XVIIIe siècle. 
Le site conserve également, un pressoir à cidre et à vin.